# Lemon People
Lemon People (レモンピープル, Remon Pīpuru) fue una revista de manga bishōjo y lolicon para adultos (Hentai) publicada por Amatriasha desde febrero de 1982, hasta noviembre de 1998 en Japón. El primer número tenía algunas fotografías de ídolos en huecograbado, pero el formato de la revista cambió rápidamente a todo manga en el octavo número.
Lemon People fue una de las primeras revistas lolicon, y la portada del primer número decía que "tenía el monopolio del contenido cómico lolicon en 1982". Lemon People era la revista de manga lolicon de mayor duración en Japón en ese momento, este récord solo fue superado por Comic LO a fines de la década de 2010. La revista publicó historias con géneros que incluían ciencia ficción, cyberpunk, ópera espacial, fantasía y terror. Otras historias a menudo incluían humor y parodia. Lemon People recibió competencia de otras revistas como Manga Burikko, Manga Hot Milk, Melon Comic y Monthly Halflita, aunque ninguna de ellas logró el mismo éxito.
Antes de Lemon People, los cómics para adultos tendían a ser más dramáticos y serios. Lemon People cambió el género al introducir un estilo de manga más lindo, a menudo con historias menos realistas. Lemon People fue considerado el comienzo de la "nueva ola" del manga lolicon. A lo largo de las décadas de 1980 y 1990, hubo un movimiento creciente en Japón para censurar revistas como Lemon People porque algunos las consideraban dañinas para los jóvenes.
Lolita Anime, notable por ser el primer OVA hentai, se basó en un trabajo publicado en Lemon People. En el anime Mobile Suit Gundam ZZ, el personaje Elpeo Ple, una niña de 11 años extremadamente burbujeante y juguetona, recibió un nombre basado en esta revista (L People).

## Artistas de manga publicados
- Shun Ajima
- Hideo Azuma
- Moriwo Chimi
- Ryū Hariken
- Toshihiro Hirano
- Narumi Kakinouchi
- Fumio Nakajima

## Historia
El llamado “boom de lolicon” se produjo a principios de la década de 1980.  Este fue un momento de extremo consumo, cuando el mercado maduró lo suficiente como para soportar nichos. Aparecieron revistas especializadas, entre ellas publicaciones dedicadas a lolicon como Lemon People (de
1981) y Manga Burikko (desde 1982). Hubo una efusión general de arte lolicon, tanto profesional y aficionado.